# Dorota Ściurka
Dorota Ściurka (Krynica-Zdrój, 7 de janeiro de 1981) é uma voleibolista profissional polonêsa, jogadora da posição ponteira. 

## Títulos
Clubes
Copa Polônia:
- 2012[2]

Campeonato Polônia:
- 2012

Seleção principal
Universíada de Verão:
- 2007